# Scheich der Azhar

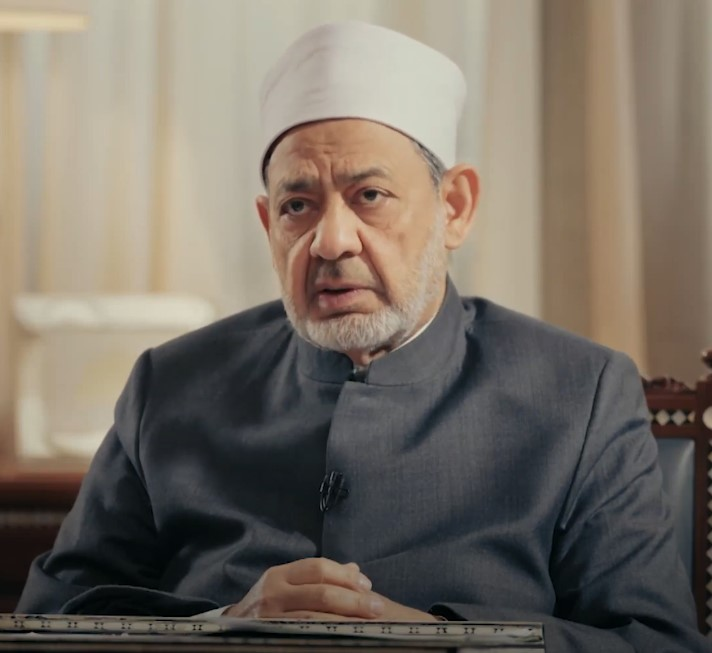
Ahmed el-Tayeb, der derzeitige Scheich der Azhar.

Der Scheich der Azhar (auch als Scheich al-Azhar bezeichnet, arabisch شيخ الأزهر Schaich al-Azhar, DMG Šaiḫ al-Azhar) ist das Oberhaupt der Azhar, einer islamischen wissenschaftlichen Institution von internationalem Rang, die ihren Sitz in Kairo hat und vom ägyptischen Staat unterhalten wird. Es handelt sich um eines der angesehensten Ämter innerhalb des sunnitischen Islams, einige Muslime betrachten den Scheich der Azhar sogar als die höchste islamische Autorität schlechthin. Er hat einen großen Einfluss auf die Anhänger der theologischen Traditionen der Asch'ariten und Maturiditen weltweit.
Der auf Lebenszeit berufene al-Azhar-Scheich steht gleichzeitig der Azhar-Universität, der Azhar-Moschee und der Akademie für islamische Untersuchungen vor und führt den Titel „Der Groß-Imam“ (al-imām al-akbar). Derzeitiger Amtsträger ist Ahmed el-Tayeb (geb. 1946). Weitere bekannte Persönlichkeiten, die dieses Amt bekleideten, waren Scheich Mahmūd Schaltūt (von 1958 bis 1963) und Muhammad Sayyid Tantawi. Für eine Liste der bisherigen Amtsträger siehe hier. 
Bis zum Jahr 1961 wurde der Scheich der Azhar von einem Gremium der Obergelehrten gewählt, seitdem wird er von der Regierung der Arabischen Republik Ägypten ernannt. Andere hohe religiöse Ämter in Ägypten sind das des Großmuftis von Ägypten, welches seit 2013 von Schawki Ibrahim Allam ausgeübt wird, und das des ägyptischen Religionsministers.
Am 4. Februar 2019 unterzeichnete Ahmed al-Tayyib gemeinsam mit Papst Franziskus das Dokument über die Brüderlichkeit aller Menschen für ein friedliches Zusammenleben in der Welt. Die in diesem Text verankerten Grundsätze des Mitgefühls und der menschlichen Solidarität inspirierten später auch die Erklärung des 4. Februar zum Internationalen Tag der menschlichen Geschwisterlichkeit, wie der Generalsekretär der Vereinten Nationen, António Guterres, bei verschiedenen Gelegenheiten betonte.